# Египетские цари
Список эллинистических царей и наместников Египта.

## Персидские сатрапы Египта
Наместники Египта (перс. Мудрайя), назначавшиеся Ахеменидскими царями.
Независимое Египетское царство до 525 до н. э. (XVI династия)…
- 525—510 до н. э.: Арьяндата I (греч. Арианд).
- 510—485 до н. э.: Фарендат I.
  - 487—484 до н. э.: Арьяндата II (греч. Арианд), сын Арианда I (предводитель восстания).
- 485—456 до н. э.: Хахаманиш I (греч. Ахемен), сын Дария I персидского.
  - 460—454 до н. э.: Инар II, сын фараона Псамметиха III (династ Саиса; восстал против персов при поддержке афинян).
- 456—454 до н. э.: Багабухша I (греч. Мегабиз), сын Зопира, зять Ксеркса I персидского.
- 454—410 до н. э.: Аршама I (греч. Сарсама).
- 410—404 до н. э.: Гидарн I.

Независимое Египетское царство в 410-343 до н. э. (XVIII, XXIX, XXX династии)…
- 343—336 до н. э.: Фарендат II.
- 336—333 до н. э.: Савак (убит в битве при Иссе).
- 333—331 до н. э.: Мазак I.

## Македонские сатрапы Египта
- 331—322 до н. э.: Клеомен из Навкратиса.

ЛАГИДЫ
- 323—305 до н. э.: Птолемей, сын Лага (из Эордеи) и Арсинои (I) (дочери Мелеагра, внучки Балакра, правнучки Аминты, праправнучки Александра I македонского) (принял титул царя в 305).

ОРЕСТИДЫ
- 321—321 до н. э.: Пердикка, сын Оронта (потомок правителей Орестиды в Верхней Македонии) (претендент; регент Македонии 323—321).

## Цари Египта
ЛАГИДЫ
- 305—282 до н. э.: Птолемей I Сотер I [Спаситель], сын Лага (из Эордеи) и Арсинои (дочери Мелеагра, внучки Балакра, правнучки Аминты, праправнучки Александра I македонского) (сатрап Египта с 323/2).
- 284—246 до н. э.: Птолемей II Филадельф [Любящий Сестру], сын Птолемея I и Береники I (дочери Маги из Эордеи) (до 282 — соправитель отца).
- 272—270 до н. э.: Арсиноя I (II) Филадельфа [Любящая Брата], дочь Птолемея I и Береники I (дочери Маги из Эордеи), жена Птолемея II (родного брата) (соправительница мужа).

ЛИСИМАХИДЫ
- 267—259 до н. э.: Птолемей III (-) Ниос Эпигон, сын Лисимаха I фракийского и Арсинои I (II) (соправитель Птолемея II; царь Телмесса в Ликии 258—240).

ЛАГИДЫ
- 246—222 до н. э.: Птолемей IV (III) Эвергет I [Благодетель], сын Птолемея II и Арсинои (I) (дочери Лисимаха I фракийского).

МАГИДЫ
- 246—221 до н. э.: Береника I (II) Эвергета [Благодетельница], дочь Маги I киренского и Апамы (II) (дочери Антиоха I сирийского), жена Птолемея IV (III) (соправительница мужа).

ЛАГИДЫ
- 222—204 до н. э.: Птолемей V (IV) Филопатор [Любящий Отца], сын Птолемея IV (III) и Береники I (II).
- 210—180 до н. э.: Птолемей VI (V) Эпифан [Славный] Эвхарист [Благодарный], сын Птолемея V (IV) и Арсинои (III) (соправитель отца до 204).
  - 207—199 до н. э.: Хоруннефер I (греч. Гармах) (узурпатор в Верхнем Египте).
  - 199—186 до н. э.: Анхуннефер I (греч. Анхмах) (узурпатор в Верхнем Египте).

СЕЛЕВКИДЫ
- 180—177 до н. э.: Клеопатра I Эпифана [Славная] Сира [из Сирии], дочь Антиоха III сирийского и Лаодики III (дочери Митридата II понтийского), жена Птолемея VI (V).

ЛАГИДЫ
- 180—164 до н. э.: Птолемей VII (VI) Филометор [Любящий Мать], сын Птолемея VI (V) и Клеопатры I (соправитель матери до 177; в Мемфисе с 169) [1-е правление].
- 170—164 до н. э.: Клеопатра II Филометра [Любящая Мать] Сотейра [Спасительница] Эвергета [Благодетельница], дочь Птолемея VI (V) и Клеопатры I, жена Птолемея VII (VI) (соправительница мужа) [1-е правление].
- 170—163 до н. э.: Птолемей VIII Эвергет II [Благодетель] Трифон [Великолепный] Фискон [Пузо], сын Птолемея VI (V) и Клеопатры I (в Александрии 169—164) [1-е правление].

СЕЛЕВКИДЫ
- 168—168 до н. э.: Антиох I (IV) Эпифан [Славный], сын Антиоха III сирийского и Лаодики III (дочери Митридата II понтийского) (в Мемфисе; царь Сирии 175—164).

ЛАГИДЫ
- 163—145 до н. э.: Птолемей VII (VI) Филометор [Любящий Мать], сын Птолемея VI (V) и Клеопатры I [2-е правление].
- 163—132 до н. э.: Клеопатра II Филометра [Любящая Мать] Сотейра [Спасительница] Эвергета [Благодетельница], дочь Птолемея VI (V) и Клеопатры I, жена Птолемея VII (VI) и Птолемея VIII (соправительница 1-го мужа, затем сына, затем 2-го мужа) [2-е правление].
- 152—152 до н. э.: Птолемей IX (-) Эвпатор [Знатный], сын Птолемея VII (VI) и Клеопатры II (соправитель отца).
- 145—145 до н. э.: Птолемей X (VII) Неос [Новый] Филопатор [Любящий Отца], сын Птолемея VII (VI) и Клеопатры II (соправитель отца до 145).
- 145—130 до н. э.: Птолемей VIII Эвергет II [Благодетель] Трифон [Великолепный] Фискон [Пузо], сын Птолемея VI (V) и Клеопатры I [2-е правление].
- 141—130 до н. э.: Клеопатра III Эвергета [Благодетельница] Кокка, дочь Птолемея VII (VI) и Клеопатры II, жена Птолемея VIII (родного дяди) (соправительница мужа и матери) [1-е правление].
- 132—127 до н. э.: Клеопатра II Филометра [Любящая Мать] Сотейра [Спасительница] Эвергета [Благодетельница], дочь Птолемея VI (V) и Клеопатры I, жена Птолемея VII (VI) и Птолемея VIII (в Фивах до 130; соправительница сына в 130—130; соправительница 2-го мужа с 127) [3-е правление].
  - 131—130 до н. э.: Хорсиес I (узурпатор в Верхнем Египте).
- 130—130 до н. э.: Птолемей XI (-) Мемфит [Мемфисский], сын Птолемея VIII и Клеопатры II (соправитель матери; убит отцом).

СЕЛЕВКИДЫ
- 127—127 до н. э.: Деметрий I (II) Никатор [Победитель], сын Деметрия I сирийского и Лаодики V (дочери Селевка IV сирийского), муж Клеопатры Теи (дочери Птолемея VII (VI)) (призван на египетский престол Клеопатрой II; фактически не правил).

ЛАГИДЫ
- 127—116 до н. э.: Птолемей VIII Эвергет II [Благодетель] Трифон [Великолепный] Фискон [Пузо], сын Птолемея VI (V) и Клеопатры I [3-е правление].
- 127—101 до н. э.: Клеопатра III Эвергета [Благодетельница] Кокка, дочь Птолемея VII (VI) и Клеопатры II, жена Птолемея VIII (родного дяди) (соправительница мужа до 116 и матери до 115) [2-е правление].
- 124—115 до н. э.: Клеопатра II Филометра [Любящая Мать] Сотейра [Спасительница] Эвергета [Благодетельница], дочь Птолемея VI (V) и Клеопатры I, жена Птолемея VII (VI) и Птолемея VIII (соправительница 2-го мужа до 116) [4-е правление].
- 116—107 до н. э.: Птолемей XII (IX) Сотер II [Спаситель] Филометор [Любящий мать] Латир [Бараний Горох], сын Птолемея VIII и Клеопатры III (соправитель матери) [1ое правление].
- 107—88 до н. э.: Птолемей XIII (X) Александр I Филометор [Любящий Мать] Сотер [Спаситель], сын Птолемея VIII и Клеопатры III (соправитель матери до 101).
- 101—88 до н. э.: Клеопатра Береника II (III) Филадельфа [Любящая Брата], дочь Птолемея XII (IX) и Клеопатры Селены I, жена Птолемея XIII (X) и Птолемея XIV (XI) (соправительница мужа) [1-е правление].
- 88—81 до н. э.: Птолемей XII (IX) Сотер II [Спаситель] Филометор [Любящий мать] Латир [Бараний Горох], сын Птолемея VIII и Клеопатры III [2-е правление].
- 81—80 до н. э.: Клеопатра Береника II (III) Филадельфа [Любящая Брата], дочь Птолемея XII (IX) и Клеопатры Селены (I), жена Птолемея XIII (X) и Птолемея XIV (XI) [2-е правление].
- 80—80 до н. э.: Птолемей XIV (XI)) Александр II, сын Птолемея XIII (X) и Клеопатры Селены (I) (соправитель жены до 80).
- 80—58 до н. э.: Птолемей XV (XII) Неос Дионис [Новый Дионис] Теос [Бог] Филопатор [Любящий Отца] Филадельф [Любящий Брата] Авлет [Флейтист], незаконорождённый сын Птолемея XII (IX) [1-е правление].
- 79—69 до н. э.: Клеопатра IV (V) Трифена I Филадельфа [Любящая Брата], незаконнорождённая дочь Птолемея XV (XII), жена Птолемея XV (XII) (родного брата) (соправительница мужа).
- 58—57 до н. э.: Клеопатра V (VI) Трифена II Филопатра [Любящая Отца], дочь Птолемея XV (XII) и Клеопатры IV (V).
- 58—55 до н. э.: Клеопатра Береника III (IV) Эпифана [Славная], дочь Птолемея XV (XII) и Клеопатры IV (V), жена Селевка I (VII) и Архелая I (соправительница сестры до 57).

СЕЛЕВКИДЫ
- 57 до н. э.: Селевк I (VII) Филометор [Любящий Мать] Кибиосакт, сын Антиоха X сирийского и Клеопатры Селены (I) (дочери Птолемея VIII), 1-й муж Береники III (IV) (соправитель жены; царь Сирии [соправитель матери и брата (Антиоха XIII Азиатского) в Финикии] 73—69).

АРХЕЛАИДЫ
- 56—55 до н. э.: Архелай I, сын Архелая (полководца Митридата VI понтийского) и Атенаиды II (дочери Ариобарзана I каппадокийского) (называл себя внебрачным сыном Митридата VI понтийского), 2-й муж Береники III (IV), дед Архелая I каппадокийского (соправитель жены; теократ Команы Понтийской 63-55).

ЛАГИДЫ
- 55—51 до н. э.: Птолемей XV (XII) Неос Дионис [Новый Дионис] Теос [Бог] Филопатор [Любящий Отца] Филадельф [Любящий Брата] Авлет [Флейтист], незаконорождённый сын Птолемея XII (IX) [2-е правление].
- 51—48 до н. э.: Клеопатра VI (VII) Тея [Богиня] Филопатра [Любящая Отца] Филадельфа [Любящая Брата], дочь Птолемея XV (XII) и Клеопатры IV (V), жена Птолемея XVI (XIII) и Птолемея XVII (XIV) (соправительница мужа/брата с 50) [1-е правление].
- 51—47 до н. э.: Птолемей XVI (XIII) Теос [Бог] Филопатор [Любящий Отца], сын Птолемея XV (XII) и Клеопатры IV (V) (соправитель жены до 50).
- 48—47 до н. э.: Арсиноя II (IV) Филопатра [Любящая Отца], незаконнорождённая дочь Птолемея XV (XII), 2-я жена Птолемея XVI (XIII) (соправительница мужа).
- 48—30 до н. э.: Клеопатра VI (VII) Тея [Богиня] Филопатра [Любящая Отца] Филадельфа [Любящая Брата], дочь Птолемея XV (XII) и Клеопатры IV (V), жена Птолемея XVI (XIII) и Птолемея XVII (XIV) (соправительница брата и сестры до 47) [2-е правление].
- 47—44 до н. э.: Птолемей XVII (XIV) Филопатор [Любящий Отца] Филадельф [Любящий Сестру], незаконнорождённый сын Птолемея XV (XII) (соправитель жены/сестры).

ЮЛИИ
- 44—30 до н. э.: Птолемей XVIII (XV) Филопатор [Любящий Отца] Филометор [Любящий Мать] Цезарион, сын Гая Юлия Цезаря и Клеопатры VI (VII) (соправитель матери).

К Риму с 30 до н. э. (провинция Египет)…

## Узурпаторы времён Римской империи
Претенденты на императорский трон, в состав владений которых входил Египет.
- 175—175 н. э.: Гай Авидий Кассий (Gajus Avidius Cassius) (поднял восстание, провозгласив себя императором в Сирии и Египте).
- 193—194 н. э.: Гай Песценний Нигер (Gajus Pescennius Niger) (провозглашён войсками, правил в Сирии, Египте и Азии).
- 260—261 н. э.: Тит Фульвий Юний Макриан Юниор (Titus Fulvius Junius Macrianus Junior), сын Макриана Старшего (провозглашён отцом и его соратником Баллистой императором на Востоке, вместе с братом Квиетом; убит во время похода на Рим).
- 260—261 н. э.: Тит Фульвий Юний Квиет (Titus Fulvius Junius Quietus), сын Макриана Старшего (провозглашён отцом и его соратником Баллистой императором на Востоке, вместе с братом Макрианом Младшим; убит по приказу Одената пальмирского).
- 261—262 н. э.: Луций Муссий Эмилиан (Lucius Mussius Æmilianus) (провозглашён войсками, задушен в тюрьме).
- 262—262 н. э.: … Мемор (… Memor) (преемник Луция Муссия Эмилиана, убит войсками).
- 263—263 н. э.: … Корнелий Цельз (… Cornelius Celsus) (провозглашён войсками, убит заговорщиками).
- 270—270 н. э.: Марк Аврелий Клавдий Квинтилл (Marcus Aurelius Claudius Quintillus) (был провозглашён императором после смерти брата — Клавдия II Готского, частично признан; совершил самоубийство).
- 273—273 н. э.: Гай Клавдий Фирм (Gajus Claudius Firmus) (восстал в Александрии, убит при подавлении восстания).
- 280—280 н. э.: Гай Юлий Саллюстий Сатурнин Фортунациан (Gajus Julius Sallustius Saturninus Fortunatianus) (консул-суффект (в правление Галлиена); провозглашён войсками, убит солдатами).
- 296—297 н. э.: Луций Домиций Домициан (Lucius Domitius Domitianus) (восстал в Александрии, умер во время осады города).
- 297—298 н. э.: … Аврелий Ахиллей (… Aurelius Achilleus) (преемник Луция Домиция Домициана, казнён).